# Двигатель LADA 110
LADA 110 — серия рядных четырёхцилиндровых бензиновых двигателей внутреннего сгорания, выпускающихся с 1994 года российской компанией «АвтоВАЗ», а также другими различными предприятиями. Первым двигателем семейства стал 1,5-литровый ВАЗ-2110, за ним последовали ВАЗ-2111 и другие.

## ВАЗ-2110
- Объём: 1,5 л (1499,8 см3)[1][2][3]
- Максимальная скорость: 160 км/ч[4]
- Мощность: 52,3 кВт (73 л. с.) при 5600 об/мин
- Крутящий момент: 106 Н·м при 3400 об/мин
- Диаметр цилиндра: 82 мм
- Ход поршня: 71 мм
- Степень сжатия: 9,8
- Топливо: АИ-93 (А-95)
- Топливная система: карбюратор
- Расход топлива: 8,6 л

### Применения
- LADA 110

## ВАЗ-21109
- Мощность: 100 кВт (136 л. с.)[5]

### Применения
- LADA 110 Консул[6]

## ВАЗ-2111
- Объём: 1,5 л (1499 см3)[7]
- Максимальная скорость: 158—170 км/ч
- Мощность: 56,4—57,5 кВт (77—78 л. с.) при 5400—5600 об/мин
- Крутящий момент: 115,7—116 Н·м при 2800—3200 об/мин
- Диаметр цилиндра: 82 мм
- Ход поршня: 71—75,6 мм
- Степень сжатия: 9,0—11,0
- Расход топлива: 7,3—7,8 л

### Применения
- LADA 110
- LADA 111[8]
- LADA 112[9]
- ВАЗ-2113
- ВАЗ-2114
- ВАЗ-2115

## ВАЗ-2111-80
- Объём: 1,5 л (1499,8 см3)[10]
- Мощность: 56,4 кВт (77,8 л. с.) при 5600 об/мин
- Крутящий момент: 115,7 Н·м при 3000 об/мин
- Диаметр цилиндра: 82 мм
- Ход поршня: 71 мм
- Топливо: АИ-95

### Применения
- ВАЗ-2109

## ВАЗ-21114
- Объём: 1,6 л (1596—1597 см3)[11][12][13]
- Максимальная скорость: 160—175 км/ч
- Диаметр цилиндра: 82 мм
- Ход поршня: 75,6 мм
- Степень сжатия: 9,6—10,5
- Расход топлива: 7,5—7,8 л

### Применения
- LADA 110
- LADA 111
- LADA 112
- ВАЗ-2113
- ВАЗ-2115
- LADA Kalina
- LADA Priora

## ВАЗ-21120
- Объём: 1,5 л (1499 см3)[14][15]
- Максимальная скорость: 180 км/ч
- Диаметр цилиндра: 82 мм
- Ход поршня: 71 мм
- Степень сжатия: 10,5
- Расход топлива: 7,2 л

### Применения
- LADA 110
- LADA 111
- LADA 112

## ВАЗ-21124
- Объём: 1,6 л (1596 см3)[16]
- Максимальная скорость: 180 км/ч
- Мощность: 65,5 кВт (89 л. с.) при 5600 об/мин
- Крутящий момент: 130 Н·м при 3700 об/мин
- Диаметр цилиндра: 82
- Ход поршня: 75,6 мм
- Степень сжатия: 10,3
- Расход топлива: 7,2 л
- Топливо: АИ-95

### Применения
- LADA 110
- LADA 111
- LADA 112
- ВАЗ-2113
- ВАЗ-2115

## ВАЗ-11183
- Объём: 1,6 л (1596—1597 см3)[17][18]
- Максимальная скорость: 160—180 км/ч
- Мощность: 59,5—60 кВт (81—82 л. с.) при 5100—5600 об/мин
- Крутящий момент: 120 Н·м при 2500—3200 об/мин
- Степень сжатия: 9,6—10
- Расход топлива: 7,6—7,8 л

### Применения
- LADA 110
- LADA 111
- LADA 112
- ВАЗ-2113
- ВАЗ-2115

## ВАЗ-21128
- Объём: 1,8 л (1798 см3)[19][20]
- Максимальная скорость: 185 км/ч
- Мощность: 72 кВт (98 л. с.) при 5600 об/мин
- Крутящий момент: 162 Н·м при 3300 об/мин
- Степень сжатия: 10,5
- Расход топлива: 7,5 л

### Применения
- LADA 112

## Другие двигатели
На базе двигателей LADA 110 разрабатываются также и другие двигатели:
- ВАЗ-11194 (1,4 л, 89 л. с.)[21]
- ВАЗ-21116 (1,6 л, 87 л. с.)[22]
- ВАЗ-21126 (1,6 л, 98 л. с.)[23][24]
- ВАЗ-21127 (1,6 л, 106 л. с.)[25][26]
- ВАЗ-21129 (1,6 л, 106 л. с.)[27]
- ВАЗ-11182 (1,6 л, 90 л. с.)[28]
- ВАЗ-11186 (1,6 л, 87 л. с.)[29]
- ВАЗ-21180 (1,6 л, 113 л. с.)[30]
- ВАЗ-21179 (1,8 л, 120 л. с.)[31]

Двигатели применяются в:
- ВАЗ-2115
- LADA Kalina[32]
- LADA Priora
- LADA Largus
- LADA Granta
- LADA Vesta
- LADA XRAY
- Datsun on-DO
- Datsun mi-DO
- LADA Iskra
- Bureau Seven CN1600[33]